# Oh My God!
《Oh My God!》（日语：オーマイガー！）是NMB48的第2張單曲，於2011年10月19日由YOSHIMOTO R and C發售。

## 概要
廣告標語為「仍然是原石!!」。 
除了通常盤Type-A、通常盤Type-B和通常盤Type-C，還有由chara-ani corporation限定發售的劇場盤，總共以4種形式發行。Type-A、Type-B和Type-C的3首收錄歌曲是不同的。其中通常盤Type-A、通常盤Type-B和通常盤Type-C初回生産分有全国握手会參加券和原作收集用卡片（全16種）隨機1枚封入，劇場盤有個別握手会參加券。
《Oh My God!》的音樂影片（PV）是平川雄一朗負責。其中次長課長的河本準一有參與PV演出，飾演女子足球部顧問。

## 主要記錄
發售前日的10月18日Oricon公信榜排行，售出約17.2万枚獲得初登場第1位，枚数較前作「絕滅黑髮少女」的記錄多出4万枚。
2011年10月31日Oricon週榜排行，售出約26.5万獲得初登場第1位。至出道以來第2張作品連續在首週突破售出20万枚是繼KAT-TUN以来5年3個月，是女性藝人史上首次最快。

## 收錄曲

### 通常盤 Type-A
封面）：「Oh My God!」選抜成員16名
封底：「白組」成員12名
CD
1. Oh My God! [4:20]
作曲：五戸力、編曲：生田真心
CM:ROUND ONE『ROUND1 × NMB48』
朝日放送（ABC電視台）『今ちゃんの「実は…」』10月度片尾曲
新潟綜合電視台『スマイルスタジアムNST』10月度片尾曲
長野放送『土曜はこれダネッ!』10月度片尾曲
仙台放送『あらあらかしこ』10月度片尾曲
熊本放送『サウンドキッズ』10月度片尾曲
RKB每日放送『チャートバスターズR!』10月度推薦歌
2. 我在等待 [3:46]
作曲：酒井康男、編曲：野中“まさ”雄一
3. 結晶 [4:20]
作曲、編曲：丸山真由子、歌：白組
4. Oh My God!（off vocal ver.）
5. 我在等待（off vocal ver.）
6. 結晶（off vocal ver.）

DVD
1. Oh My God! Music Video
2. 結晶 Music Video
3. Oh My God! Music Video（Dance Shot ver.）
4. 第一回NMB紅白對抗水泳大会（前編）

特典（初回）
- 全国握手会参加券
- 交换卡Type-A（全16種）

### 通常盤 Type-B
封面：「Oh My God!」選抜成員16名
封底：「紅組」成員12名
CD
1. Oh My God!
2. 我在等待
3. 捕食者們 [4:27] - 紅組
（作詞：秋元康、作曲：平隆介、編曲：中西亮輔）
MV的导演是園田俊郎。本編由浜村淳、白龍出演。
4. Oh My God!（off vocal ver.）
5. 我在等待（off vocal ver.）
6. 捕食者們（off vocal ver.）

DVD
1. Oh My God! Music Video
2. 捕食者們 Music Video
3. Oh My God! Music Video（Dance Shot ver.）
4. 第一回NMB紅白對抗水泳大会（後編）

特典（初回）
- 全国握手会参加券
- 交换卡Type-B（全16種）

### 通常盤 Type-C
封面与封底：小笠原茉由、上西恵、白間美瑠、福本愛菜、山田菜菜、山本彩、城恵理子
CD
1. Oh My God!
2. 我在等待
3. 謊言的天秤 [4:51] - NMB7
（作詞：秋元康、作曲：川浦正大、編曲：野中“まさ”雄一）
4. Oh My God!（off vocal ver.）
5. 我在等待（off vocal ver.）
6. 謊言的天秤（off vocal ver.）

DVD
1. Oh My God! Music Video
2. Oh My God! Music Video（Dance Shot ver.）
3. NMB48 feat.吉本新喜劇
4. NMB48之軌跡

特典（初回）
- 全国握手会参加券
- 交换卡Type-C（全16種）

### 劇場盤
封面与封底：山田菜菜、山本彩、城恵理子
CD
1. Oh My God!
2. 結晶
3. 捕食者們
4. 為什麼、偶像
（作詞：秋元康、作曲、編曲：吉野貴雄）
5. Oh My God!（off vocal ver.）
6. 結晶（off vocal ver.）
7. 捕食者們（off vocal ver.）
8. 為什麼、偶像（off vocal ver.）

特典
- 個別握手会参加券

## 選抜成員
團隊所屬情況均截止至發售時
- 發售時除謹慎中的松田栞、吉田朱里和島田玲奈外，NMB48的全部成員都有參加CD樂曲。

### Oh My God!
（中心：山本彩、山田菜菜）
- Team N：小笠原茉由、門脇佳奈子、岸野里香、木下春奈、小谷里歩、上西惠、白間美瑠、福本愛菜、山口夕輝、山田菜菜、山本彩
- 研究生：城恵理子、村上文香、矢倉楓子、山岸奈津美、與儀凯拉
研究生的山岸、城、村上、矢倉、與儀是初次進入選抜。前作選抜成員中，近藤里奈、篠原栞那、松田栞、吉田朱里、渡邊美優紀未有進入選拔名單。
最初發表的選拔名單中，近藤里奈、吉田朱里、渡邊美優紀均是選拔名單中的一員。但是在吉田活動自肅並被移出選拔名單後，運營再度發表了新的選拔名單，近藤里奈和渡邊美優紀在新的選拔名單中也一同被移除。三人的選拔空缺分別由山口夕輝、村上文香和山岸奈津美三人取代。

### 我在等待
（中心：山本彩）
- Team N：小笠原茉由、門脇佳奈子、岸野里香、木下春奈、小谷里歩、近藤里奈、篠原栞那、上西恵、白間美瑠、福本愛菜、山口夕輝、山田菜々、山本彩、渡辺美優紀
- 1期研究生：太田里織菜、沖田彩華、川上礼奈、木下百花、小柳有沙、原みづき、肥川彩愛、山岸奈津美
- 2期研究生：東由樹、石田優美、鵜野みずき、大谷莉子、岡田梨紗子、古賀成美、小鷹狩佑香、佐藤天彩、城恵理子、高野祐衣、瀧山あかね、谷川愛梨、中川紘美、西澤瑠莉奈、林萌々香、藤田留奈、三田麻央、村上文香、村瀬紗英、矢倉楓子、山本ひとみ、與儀ケイラ
参加CD收錄的全部成員。

### 結晶
「白組」名義
（中心：山本彩）
- Team N：小笠原茉由、岸野里香、木下春奈、小谷里歩、篠原栞那、福本愛菜、山田菜々、山本彩
- 研究生：沖田彩華、村上文香、矢倉楓子、山岸奈津美
與前作不同，研究生的沖田・村上・矢倉都有参加。

### 捕食者們
「紅組」名義
（中心：城恵理子）
- Team N：門脇佳奈子、近藤里奈、上西恵、白間美瑠、山口夕輝、渡辺美優紀
- 研究生：太田里織菜、川上礼奈、木下百花、城恵理子、肥川彩愛、與儀ケイラ
與前作不同，謹慎中的松田・吉田都落選。研究生的太田・川上・木下百・城・肥川・與儀凯拉都有参加。
研究生的太田・川上・木下百・城・肥川・與儀都有参加。前作参加成員謹慎中的松田・吉田落選。

### 謊言的天秤
「NMB7」名義
（中心：山本彩）
- Team N：小笠原茉由、上西恵、白間美瑠、福本愛菜、山田菜々、山本彩
- 研究生：城恵理子

### 為什麼、偶像
（中心：門脇佳奈子、木下春奈）
- Team N：門脇佳奈子、木下春奈
- 研究生：大谷莉子、岡田梨紗子、小鷹狩佑香、小柳有沙、高野祐衣、瀧山あかね、谷川愛梨、原みづき、藤田留奈、村瀬紗英

## 腳註

### 出典
1. ↑  . 日本唱片协会.   [2013-07-19]. （原始内容存档于2015-09-24） （日语）.
2. 1 2  . オリコン. 2011-10-20  [2011-11-19]. （原始内容存档于2019-10-19）.
3. ↑  . オリコン. 2011-10-25  [2016-11-19]. （原始内容存档于2012-04-23）.

## 外部連結
- YOSHIMOTO R and C Co.介紹網站（页面存档备份，存于） （日語）
- YouTube上的【MV】Oh My God! NMB48 [公式] (Short ver.) （日語）
- YouTube上的【MV】Oh My God! NMB48 [公式] (FULL ver.) （日語）
- YouTube上的【MV】結晶 (白組) NMB48[公式](Short ver.) （日語）
- YouTube上的【MV】結晶 (白組) NMB48[公式](FULL ver.) （日語）
- YouTube上的【MV】捕食者們 (紅組) NMB48[公式](Short ver.) （日語）